# Camptostylus
Genre
Camptostylus est un genre de plantes à fleurs de la famille des Achariaceae.

## Liste d'espèces
Selon Catalogue of Life (9 mars 2020) :
- Camptostylus kivuensis Bamps
- Camptostylus mannii (Oliv.) Gilg
- Camptostylus ovalis (Oliv.) Chipp

Selon NCBI (9 mars 2020) :
- Camptostylus mannii

Selon The Plant List (9 mars 2020) :
- Camptostylus kivuensis Bamps
- Camptostylus mannii (Oliv.) Gilg
- Camptostylus ovalis (Oliv.) Chipp

Selon Tropicos (9 mars 2020) (Attention liste brute contenant possiblement des synonymes) :
- Camptostylus aristatus Gilg
- Camptostylus caudatus Gilg
- Camptostylus kivuensis Bamps
- Camptostylus litoralis Gilg
- Camptostylus mannii (Oliv.) Gilg
- Camptostylus ovalis (Oliv.) Chipp
- Camptostylus petiolaris Gilg